# جاده ای۲۶
جاده‌ای ۲۶ (انگلیسی: A26 road) یک جاده سه بانده است که از جنوب شرقی انگلستان می‌گذرد. این جاده در ابتدا از جاده‌ای ۲۵ آغاز شده و در انتها به جاده‌ای ۲۷ ختم می‌گردد. این جاده از میدنستون در کنت انگلستان تا رویال تنابریج ولز و نیوهاون، ایکس شرقی، ساسکس شرقی عبور می‌کند. بیشتر طبیعت اطراف این جاده پوشیده از جنگل است.